# Tarrant, Alabama
Tarrant là một thành phố thuộc quận Jefferson, tiểu bang Alabama, Hoa Kỳ. Dân số năm 2019 là 6174 người, mật độ đạt 373 người/km².
Tarrant có diện tích tổng cộng là 16,62 Km2